# Nelsonia gracilis
Nelsonia gracilis är en akantusväxtart som beskrevs av K. Vollesen. Nelsonia gracilis ingår i släktet Nelsonia och familjen akantusväxter. Inga underarter finns listade i Catalogue of Life.